# Arrondissement Castellane
Castellane is een arrondissement van het Franse departement Alpes-de-Haute-Provence in de regio Provence-Alpes-Côte d'Azur. De onderprefectuur is Castellane.

## Kantons
Het arrondissement was tot 2014 samengesteld uit de volgende kantons:
- Kanton Allos-Colmars
- Kanton Annot
- Kanton Castellane
- Kanton Entrevaux
- Kanton Saint-André-les-Alpes

Na de herindeling van de kantons bij decreet van 24 februari 2014, met uitwerking op 22 maart 2015 en de wijziging van de arrondissementsgrenzen op 1 januari 2017, vallen arrondissement en kanton Castellane samen.